# Armorique 2002
Pour les articles homonymes, voir Armorique (homonymie).
Le  baliseur océanique Armorique est  affecté au Service des phares et balises de Brest par la Direction des affaires maritimes.

Il a succédé au baliseur Georges de Joly qui datait de 1929.

## Service
Il porte sur sa proue le marquage AEM (Action de l'État en mer), les trois bandes inclinées bleu, blanc, rouge.

### Équipement électronique
- Pilote automatique (avec gyrocompas), système de positionnement dynamique
- 1 radar, 1 sondeur bi-fréquence
- Radio SMDSM zone 3, ordinateur de navigation

### Équipement technique
- Capacité de cargaison : 50 tonnes (sur le pont)
- 2 conteneurs
- Pré-équipement de lutte anti-pollution
- Croc de remorquage
- Guindeau de balisage (20 tonnes)
- Grue télescopique (12,5 tonnes de charge)